# شورو، ان
شورو، ان (به فرانسوی: Chevroux) یک کمون در فرانسه است که در canton of Pont-de-Vaux واقع شده‌است.

## خصوصیات
شورو ۱۷٫۲ کیلومترمربع مساحت و ۸۷۱ نفر جمعیت دارد و ۲۰۰ متر بالاتر از سطح دریا واقع شده‌است.